# Яхиханов, Рустам Хожаевич
Рустам Хожаевич Яхиханов (20 июля 1986, Грозный, Чечено-Ингушская АССР, РСФСР, СССР) — чеченский художник, член Союза художников России, заслуженный художник Чеченской Республики (2016).

## Биография
Родился в 20 июля 1986 года в столице Чечено-Ингушской АССР в городе Грозном.
В 2005 году Рустам поступил на факультет живописи Санкт-Петербургского государственного академического института живописи, скульптуры и архитектуры имени Ильи Репина, где обучался в мастерской монументальной живописи под руководством Александра Быстрова. Дипломная работа Рустама под названием «Земля моих предков» была отмечена похвалой государственной аттестационной комиссии.
С 2011 по 2015 годы являлся сотрудником монументальной творческой мастерской под руководством Веры Андреевны Мыльниковой.
С 2012 года является членом Союза художников России.
Ещё во время учёбы Рустам был награждён медалью Российской Академии Художеств «За успехи в учёбе». Во время стажировки в творческой мастерской Российской академии художеств где был удостоен диплома.
В 2013 году Министерством Культуры Чеченской Республики он был награждён медалью «За развитие культуры».
Принимал участие в международных художественных практиках и пленэрах в Финляндии, Китае, Черногории, в Доме творчества и отдыха художников «Сенеж». Постоянный участник пленэров Академической Дачи имени Ильи Репина, Вышний Волочек.
Решением Президиума Академии от 21 апреля 2015 года награждён серебряной медалью Российской академии художеств за успешную творческую деятельность.
В 2015 году Министерством культуры Чеченской Республики был награждён грамотой за участие в художественно-образовательном проекте «Диалог культур».
В 2016 году был награждён серебряной медалью Союза художников России. С этого же года являться Заслуженным художником Чеченской Республики.
В сентябре 2016 года Министерством культуры республики Северная Осетия награждён Благодарственным письмом за участие в художественно-образовательном проекте «Диалог культур».
Рустам является постоянным участником многочисленных всероссийских и международных выставок, на которых произведения Рустама получают самую высокую оценку. В настоящее время преподает в институте имени Репина на подготовительных курсах. Живёт и работает в городе Санкт-Петербурге.

## Награды
- Заслуженный художник Чеченской Республики (2016)[4];
- медаль Российской академии художеств «За успехи в учёбе»;
- медаль «За развитие культуры»;
- серебряная медаль Российской академии художеств за успешную творческую деятельность;
- серебряная медаль Союза художников России;